# Млаче
Млаче (словен. Mlače) — поселення в общині Словенське Коніце, Савинський регіон, Словенія. Висота над рівнем моря: 308,4 м.